# Gus Hutchison
Gus Hutchison, ameriški dirkač Formule 1, * 26. april 1937, Atlanta, Georgia, ZDA.
Gus Hutchison je upokojeni ameriški dirkač Formule 1. V svoji karieri je nastopil le na domači in predzadnji dirki sezone 1970 za Veliko nagrado ZDA, kjer je z dirkalnikom Brabham odstopil v enaindvajsetem krogu zaradi puščanja goriva.

## Popolni rezultati Formule 1
(legenda) (odebeljene dirke pomenijo najboljši štartni položaj, poševne pa najhitrejši krog, †-uvrščen kljub odstopu)
| Leto | Moštvo        | Šasija       | Motor   | 1   | 2   | 3   | 4   | 5   | 6   | 7  | 8   | 9   | 10  | 11  | 12      | 13  | Prv | Toč |
| ---- | ------------- | ------------ | ------- | --- | --- | --- | --- | --- | --- | -- | --- | --- | --- | --- | ------- | --- | --- | --- |
| 1970 | Gus Hutchison | Brabham BT26 | Ford V8 | JAR | ŠPA | MON | BEL | NIZ | FRA | VB | NEM | AVT | ITA | KAN | ZDA Ret | MEH | -   | 0   |